# Хелле, Хорст
Хорст Юрген Хелле (нем. Horst Jürgen Helle; род. 19 июля 1934) — немецкий социолог, в настоящее время является почётным профессором Мюнхенского университета им. Людвига и Максимилиана в Мюнхене (Германия).

## Карьера
Получил бизнес-образование в университете в родном городе Гамбурге, а затем получил степень магистра делового администрирования в Канзасском университете. После этого он вернулся в Гамбургский университет и получил степень доктора философии в социологии, а также лицензию на преподавание социологии в качестве приват-доцента. С тех пор он был штатным профессором в университете Ахена, в Венском университете, а также в Мюнхенском университете, где с 1973 по 2002 год был профессором социологии и руководителем «Института социологии». В течение своей карьеры Хелле также преподавал в университетах ряда других стран, в том числе провёл год в качестве научного сотрудника в Чикагском университете, а с 1996 года работал Китае.

## Вклад в социологию
Работа Хелле в основном связана с анализом развития символического интеракционизма со времен Герберта Блумера, хоть он и не выделяет особый вклад Блюмера. Вместо этого он позиционирует и обсуждает его в контексте эволюции, так называемой «Понимающей социологии», традиционной интерпретации социологии. Хорст специально проследил путь европейской социологии в её напряжённости между позитивизмом и неокантианством, начав с работ Георга Зиммеля. Он связывает эту традицию с чувством долга Блумера Джорджу Герберту Миду, который широко известен как «отец» символического интеракционизма. В этой теоретической преемственности Хелле также обсуждает работу Ансельма Штрауса, Тамоцу Шибутани и, в частности, Ирвинга Гоффмана. Большая часть основной работы Хорста была сосредоточена на культурных изменениях, религии, семье и, в последнее время, на Китае.